# Bullfrog Productions
Pour les articles homonymes, voir Bullfrog (homonymie).
Bullfrog Productions (généralement abrégé en Bullfrog) était un studio de développement de jeux vidéo britannique, fondé en 1987 par Peter Molyneux et Les Edgar. La société est connue principalement pour ses jeux, Populous, Syndicate et Dungeon Keeper.
Electronic Arts, qui publiait les jeux Bullfrog, a acquis le studio en janvier 1995. Peter Molyneux est devenu un vice-président et un consultant d’Electronic Arts dès 1994, après qu’EA a acheté une participation importante du capital de Bullfrog, et a finalement quitté la société qu’il avait fondée en aout 1997 pour créer Lionhead Studios.
Les derniers jeux portant le logo Bullfrog ont été publiés en 2001. La société disparut en 2004, lorsqu'Electronic Arts entreprit d'inclure les studios de développement dans sa division EA UK.

## Principaux titres
- Fusion (1988)
- Druid II: Enlightenment (1988)
- Populous (1989)
- Flood (1990)
- Powermonger (1990)
- Populous II (1991)
- Psycho Santa (1993)[1]
- Syndicate (1993)
- Magic Carpet (1994)
- Theme Park (1994)
- Hi-Octane (1995)
- Magic Carpet 2 (1995)
- Genewars (1996)[2]
- Syndicate Wars (1996)
- Theme Hospital (1997)[3],[4]
- Dungeon Keeper (1997)
- Populous : À l'Aube de la création (1998)
- Dungeon Keeper 2 (1999)
- Theme Park World (1999)
- Theme Park Inc (SimCoaster) (2001)

## Héritage
De nombreux employés ont fondé leur propre entreprise après avoir quitté Bullfrog :
- Lionhead Studios, fondé par Peter Molyneux, Mark Webley et Tim Rance (ainsi que Steve Jackson, cofondateur de Games Workshop et coauteur des livres Fighting Fantasy). Lionhead est surtout connu pour le jeu Black & White. La société a cependant fermé ses portes le 29 avril 2016.
- Mucky Foot Productions, fondée par Mike Diskett, Fin McGechie et Guy Simmons. Gary Carr s'est joint à eux peu de temps après. Un accord avec Eidos Interactive a été signé et Mucky Foot Productions a développé trois jeux : Urban Chaos, Startopia et Blade II. La société a fermé ses portes en 2003.
- Media Molecule : Surtout connue pour Little Big Planet, Media Molecule a été créée par Mark Healey, ainsi que par Alex Evans, Dave Smith et Kareem Ettouney.
- Intrepid Computer Entertainment : Cette société a été lancée par Joe Rider et Matt Chilton. Intrepid a fermé ses portes en 2004 et ses employés ont déménagé dans les Studios Lionhead.
- Big Blue Box Studios, fondés par les programmeurs de Bullfrog Simon et Dene Carter, et Ian Lovett (qui travailla sur Magic Carpet et Dungeon Keeper). Big Blue Box Studios était "très proche" de Lionhead Studios, et les deux sociétés ont fini par fusionner.
- 22cans (en), fondée en mars 2012 par Molyneux après son départ de Lionhead. 22Cans est connue pour avoir développé Godus, qui s'est inspiré de Populous, de Dungeon Keeper, et de Black & White.
- Two Point Studios, fondée en 2016 par Gary Carr et Mark Weble. Two Point Studios a signé un contrat d'édition avec Sega en mai 2017.

Plusieurs jeux Bullfrog ont engendré des successeurs spirituels ou ont été utilisés comme base de comparaison. Dungeon Keeper a influencé plusieurs jeux, dont War for the Overworld et Mucky Foot's Startopia, le premier étant décrit comme «un véritable successeur spirituel de Dungeon Keeper». Hospital Tycoon de DR Studios a été comparé à Theme Hospital. Satellite Reign (programmé par Mike Diskett) a été qualifié de successeur spirituel de la série Syndicate. Two Point Hospital, développé par Two Point Studios, a été annoncé le 16 janvier 2018 et est considéré comme un successeur spirituel de Theme Hospital.
En octobre 2013, Jeff Skalski, de Mythic Entertainment, qui a produit un remake gratuit de Dungeon Keeper pour les plates-formes mobiles, a déclaré qu'il aimerait travailler sur d'autres titres remakes de Bullfrog, et a décrit la société comme "inarrêtable". Theme Park a également reçu un remake freemium en décembre 2011.